# Élton Rodrigues Brandão
Élton Rodrigues Brandão, meglio noto come Élton (Iramaia, 1º agosto 1985), è un ex calciatore brasiliano, di ruolo attaccante.